# Абге
Абге (фр. Abgué) — небольшой город и супрефектура в Чаде, расположенный на территории региона Саламат. Входит в состав департамента Абу-Дея.

## Географическое положение
Город находится в юго-восточной части Чада, к востоку от вади Амагети, на высоте 508 метров над уровнем моря.
Абге расположен на расстоянии приблизительно 475 километров к востоку от столицы страны Нджамены.

## Население
По данным официальной переписи 2009 года численность населения Абге составляла 13 272 человека (6439 мужчин и 6833 женщины). Население супрефектуры по возрастному диапазону распределилось следующим образом: 50,2 % — жители младше 15 лет, 43,7 % — между 15 и 59 годами и 6,1 % — в возрасте 60 лет и старше.

## Транспорт
Ближайший аэропорт расположен в городе Абу-Деиа.